# Zamarada dilata
Zamarada dilata är en fjärilsart som beskrevs av Fletcher 1974. Zamarada dilata ingår i släktet Zamarada och familjen mätare. Inga underarter finns listade i Catalogue of Life.